# Вацлав Махек (велогонщик)
Вацлав Махек (чеськ. Václav Machek, 27 грудня 1925 — 1 листопада 2017) — чеський велогонщик.
Срібний призер Олімпійських Ігор 1956 року на тандемах.